# Adiós Carmen
Pour plus de détails, voir Fiche technique et Distribution.
Adiós Carmen est un film belgo-marocain réalisé par Mohamed Amin Benamraoui, sorti en 2014.

## Fiche technique
- Titre : Adiós Carmen
- Réalisation : Mohamed Amin Benamraoui
- Scénario : Mohamed Amin Benamraoui
- Pays :  Maroc,  Belgique
- Durée : 103 min.
- Version : arabe
- Sous-titrage : français
- Pellicule :
- Son : Patrice Mendez
- Musique : Khalid « Izri » Yachou
- Postproduction :
- Travaux du son :
- Lieu de tournage :
- Production : Thank You & Good Night Productions, Taziri Production, Azir Production (Mohamed Amin Benamraoui, Mohamed Bouzaggou, Geneviève De Bauw

## Distribution
- Aman Allah Benjilali : Amar
- Paulina Galvez : Carmen
- Juan Estelrich : Juan
- Said Massri
- Dounia Lahmidi
- Farouk Aznabet
- Abdellah Anas